# Филип Брадарић
Филип Брадарић (Сплит, 11. јануар 1992) је хрватски фудбалер који тренутно наступа за Зрињски и репрезентацију Хрватске.

## Клупска каријера

### Хајдук Сплит
Брадарић је прошао младе категорије Хајдука из Сплита и отишао на позајмицу у лето 2011. године у Приморац 1929 на две сезоне. У лето 2013. године приступио је првом тиму Хајдука из Сплита, а прву утакмицу за тим имао је 13. јула 2013. године, када је ушао у 73. минуту, на мечу против Задра, који је његов клуб победио резултатом 5–1.

### Ријека
Уговор на три и по године потписао је са Ријеком 3. фебруара 2015. године, а продужио га 5. маја 2017. године до јуна 2020. године.

### Зрињски
Почетком августа 2023. године, члан Премијер лиге Босне и Херцеговине, мостарски Зрињски је Филипа Брадарића званично представио као ново појачање за сезону 2023/24.

## Репрезентативна каријера
У новембру 2016. године добио је позив за сениорску селекцију Хрватске и играо је на мечу против селекција Исланда и Северне Ирске. Деби за селекцију Хрватске имао је 15. новембра 2016. године против селекције Северне Ирске.
За селекцију Хрватске играо је и на Светском првенству 2018. године, одржаном у Русији.

## Статистика каријере

### Клупска
| Сезона            | Клуб              | Лига                | Лига | Лига | Куп | Куп | Европа | Европа | Укупно | Укупно |
| Сезона            | Клуб              | Лига                | Ута  | Гол  | Ута | Гол | Ута    | Гол    | Ута    | Гол    |
| ----------------- | ----------------- | ------------------- | ---- | ---- | --- | --- | ------ | ------ | ------ | ------ |
| 2011/12           | Приморац 1929     | Трећа лига Хрватске | 28   | 2    | –   | –   | –      | –      | 28     | 2      |
| 2012/13           | Приморац 1929     | Друга лига Хрватске | 27   | 6    | –   | –   | –      | –      | 27     | 6      |
| Приморац укупно   | Приморац укупно   | Приморац укупно     | 55   | 8    | 0   | 0   | 0      | 0      | 55     | 8      |
| 2013/14           | Хајдук Сплит      | Прва лига Хрватске  | 25   | 1    | 4   | 1   | 1      | 0      | 30     | 2      |
| 2014/15           | Хајдук Сплит      | Прва лига Хрватске  | 13   | 1    | 2   | 0   | 3      | 0      | 18     | 1      |
| Хајдук укупно     | Хајдук укупно     | Хајдук укупно       | 38   | 2    | 6   | 1   | 4      | 0      | 48     | 3      |
| 2014/15           | Ријека            | Прва лига Хрватске  | 15   | 1    | 2   | 0   | –      | –      | 17     | 1      |
| 2015/16           | Ријека            | Прва лига Хрватске  | 26   | 1    | 5   | 1   | 2      | 0      | 33     | 2      |
| 2016/17           | Ријека            | Прва лига Хрватске  | 33   | 2    | 6   | 0   | 1      | 0      | 40     | 2      |
| 2017/18           | Ријека            | Прва лига Хрватске  | 29   | 3    | 2   | 0   | 11     | 0      | 42     | 3      |
| Ријека укупно     | Ријека укупно     | Ријека укупно       | 103  | 7    | 15  | 1   | 14     | 0      | 132    | 8      |
| Укупно у каријери | Укупно у каријери | Укупно у каријери   | 196  | 17   | 21  | 2   | 18     | 0      | 235    | 19     |
| до 19. маја 2018. |                   |                     |      |      |     |     |        |        |        |        |

### Репрезентативна
До 26. јуна 2018.
| Национални тим | Год    | Ута | Гол |
| -------------- | ------ | --- | --- |
| Хрватска       | 2016   | 1   | 0   |
| Хрватска       | 2017   | 1   | 0   |
| Хрватска       | 2018   | 3   | 0   |
| Укупно         | Укупно | 5   | 0   |